# Turquía en los Juegos Olímpicos de Vancouver 2010
Turquía estuvo representada en los Juegos Olímpicos de Vancouver 2010 por cinco deportistas, dos hombres y tres mujeres, que compitieron en tres deportes.
La portadora de la bandera en la ceremonia de apertura fue la esquiadora de fondo Kelime Aydın-Çetinkaya. El equipo olímpico turco no obtuvo ninguna medalla en estos Juegos.